# Douvrin
Douvrin är en kommun i departementet Pas-de-Calais i regionen Hauts-de-France i norra Frankrike. Kommunen ligger i kantonen Douvrin som tillhör arrondissementet Béthune. År 2022 hade Douvrin 5 799 invånare.

## Befolkningsutveckling
Antalet invånare i kommunen Douvrin
| Referens: INSEE |